# Star Valley, Arizona
Star Valley je gradić u američkoj saveznoj državi Arizona. Prema popisu stanovništva iz 2010. u njemu je živjelo 2,310 stanovnika.